# Hordesher

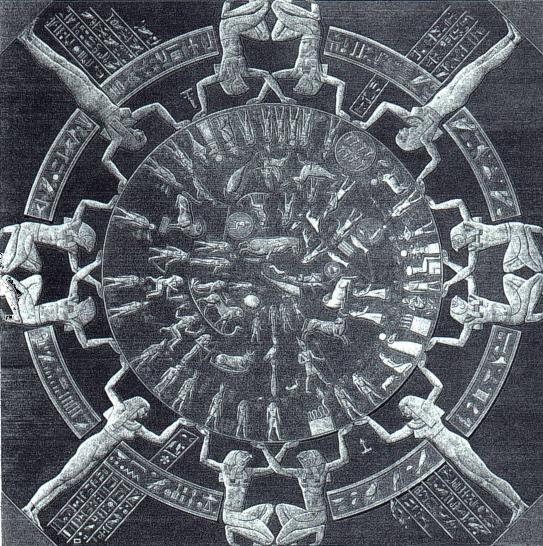
Copia del bassorilievo noto come "Zodiaco di Dendera", proveniente dal Tempio di Dendera e conservato al Museo del Louvre: esso rappresenta la posizione dei corpi celesti e descrive precisamente due giorni: il 25 settembre del 52 a.C. e il 7 marzo del 51 a.C.

Hordesher ("Horus Rosso"; anche nelle grafie Hordsheru e Hordescheru, e Seba-iabti-pet, "Astro orientale del cielo"; in greco: Ertosi) è una divinità egizia appartenente alla religione dell'antico Egitto, dalle connotazioni solari. Nella mitologia e nell'astronomia egizie, il suo nome era l'epiteto della divinità solare del pianeta Marte - definita altrimenti "Astro vivente di Ra". 

## Caratteristiche
In passato si credeva che gli Egizi si riferissero al pianeta Marte come "Astro di Horus"; tuttavia, un passaggio del "Libro di Nut", raccolta di testi astronomici egizi, recita: 
("Libro di Nut", 3)
La posizione di tale falco-Ra (Marte) corrisponderebbe, stando all'antico testo, alla parte sud-orientale del fianco della dea del cielo Nut. Il dio è descritto come visibile, all'alba, in direzione dell'antico Paese di Punt, l'attuale Corno d'Africa, appunto a sud-est del territorio egiziano; in tale momento della giornata, Hordesher assumeva l'aspetto di Ra-Horakhti ("Ra-Horus dei due orizzonti"). Secoli prima del Nuovo Regno, il dio Ra-Horakhti simboleggiava già il pianeta Marte; tale equazione aveva già affrontato una riformulazione, dal momento che i "Testi dei sarcofagi" del Medio Regno menzionano "Hordesher che reca l'occhio del defunto". In seguito anche Harmakis ("Horus dell'orizzonte") e lo stesso Hordesher furono accostati al dio-sole, così come Ra-Horakhti e Ra. Un testo del Nuovo Regno (XIX - XX dinastia), che presenta il nome di Horakhti con i tipici geroglifici determinativi di Ra, afferma: 

### Iconografia
La più comune iconografia di Ra, riferimento di Hordesher, durante il Nuovo Regno prevedeva che fosse raffigurato come un uomo dalla testa di falco, oltre che nelle forme composite di Ra-Horakhti e Atum-Ra. La testa di falco simboleggiava il sorgere e il tramontare del sole; era immaginato desherti, cioè coperto del sangue del proprio parto da Nut, poco prima del suo apparire all'orizzonte - o come morto dopo la sua scomparsa dietro all'orizzonte. In epoca greco-romana Hordesher era rappresentato come un dio ritto su una barca, con le braccia distese lungo i fianchi e il capo sormontato da una stella.

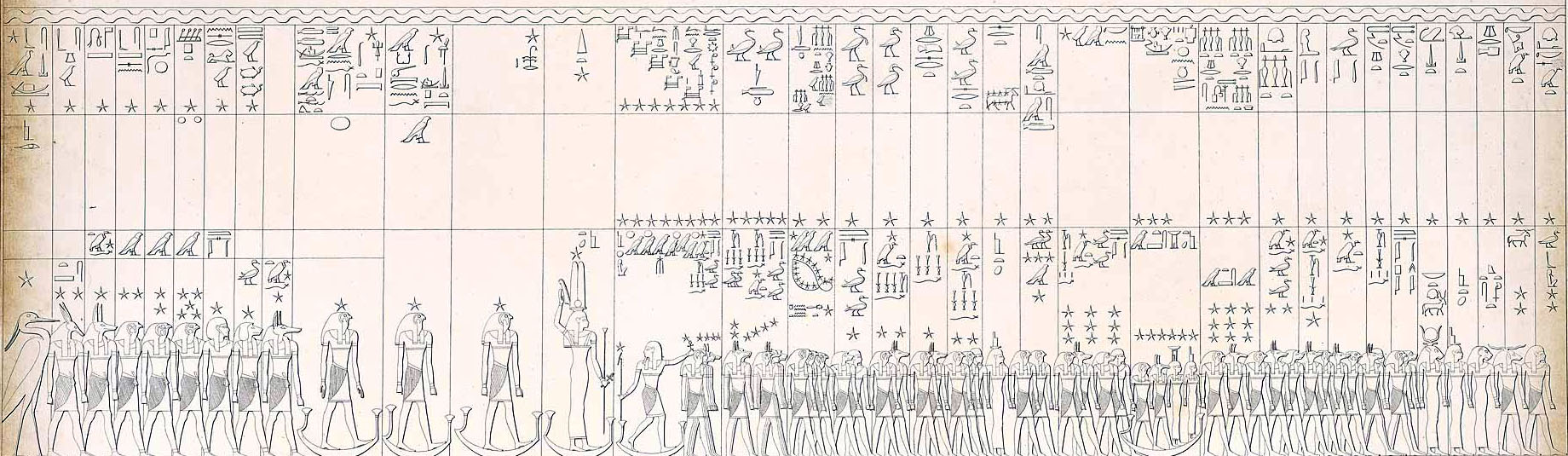
Copia di Karl Richard Lepsius della volta della camera funeraria di Seti I con la riproduzione del cielo, delle 36 "stelle decane" (Baktiu) degli astri e delle maggiori costellazioni.